# Крайні точки Башкортостану
Крайні точки Башкортостану (башк. Башҡортостандың сик нөктәләре) — точки, що визначають місце розташування Башкортостану в системі географічних координат, а також визначають протяжність території з півночі на південь та зі сходу на захід.

## Крайні точки
- Північна точка — село Байсарово Янаульського району (56°28′41″ пн. ш. 54°37′31″ сх. д. / 56.47806° пн. ш. 54.62528° сх. д.)[1]
- Південна точка — село Кужанак Зіанчуринського району 57°34′ пн. ш. 31°12′ сх. д. / 57.567° пн. ш. 31.200° сх. д.)[2]
- Західна точка — село Івановка Бакалинського району (55°07′ пн. ш. 53°08′ сх. д. / 55.117° пн. ш. 53.133° сх. д.)[3]
- Східна точка — ст. Устіново, село Устіново Учалинського району (54°52′ пн. ш. 60°00′ сх. д. / 54.867° пн. ш. 60.000° сх. д.)[4]

## Крайні висоти
- Найвища точка — гора Великий Ямантау (1640 м).

57°15′18″ пн. ш. 58°06′07″ сх. д. / 57.25500° пн. ш. 58.10194° сх. д.
- Найнижча точка — гирло річки Біла (62 м).[5]

55°53′14″ пн. ш. 53°36′14″ сх. д. / 55.88722° пн. ш. 53.60389° сх. д.

## Розташування
| Байсарово ст. Устіново Кужанак Івановка Великий Ямантау Гирло речки Билаclass=notpageimage\| Крайні точки Башкортостану на мапі |

## Галерея

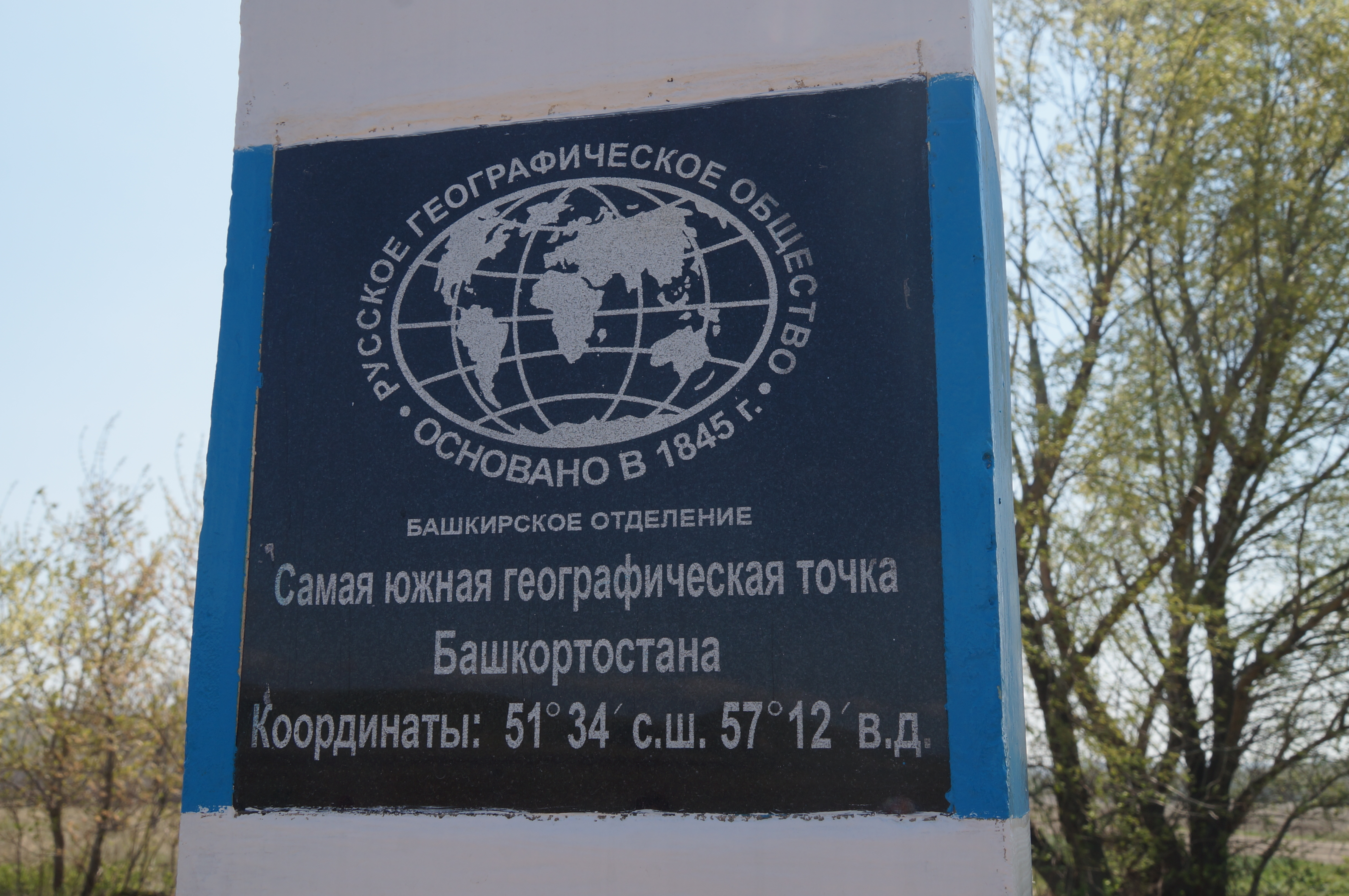
Крайня південна точка
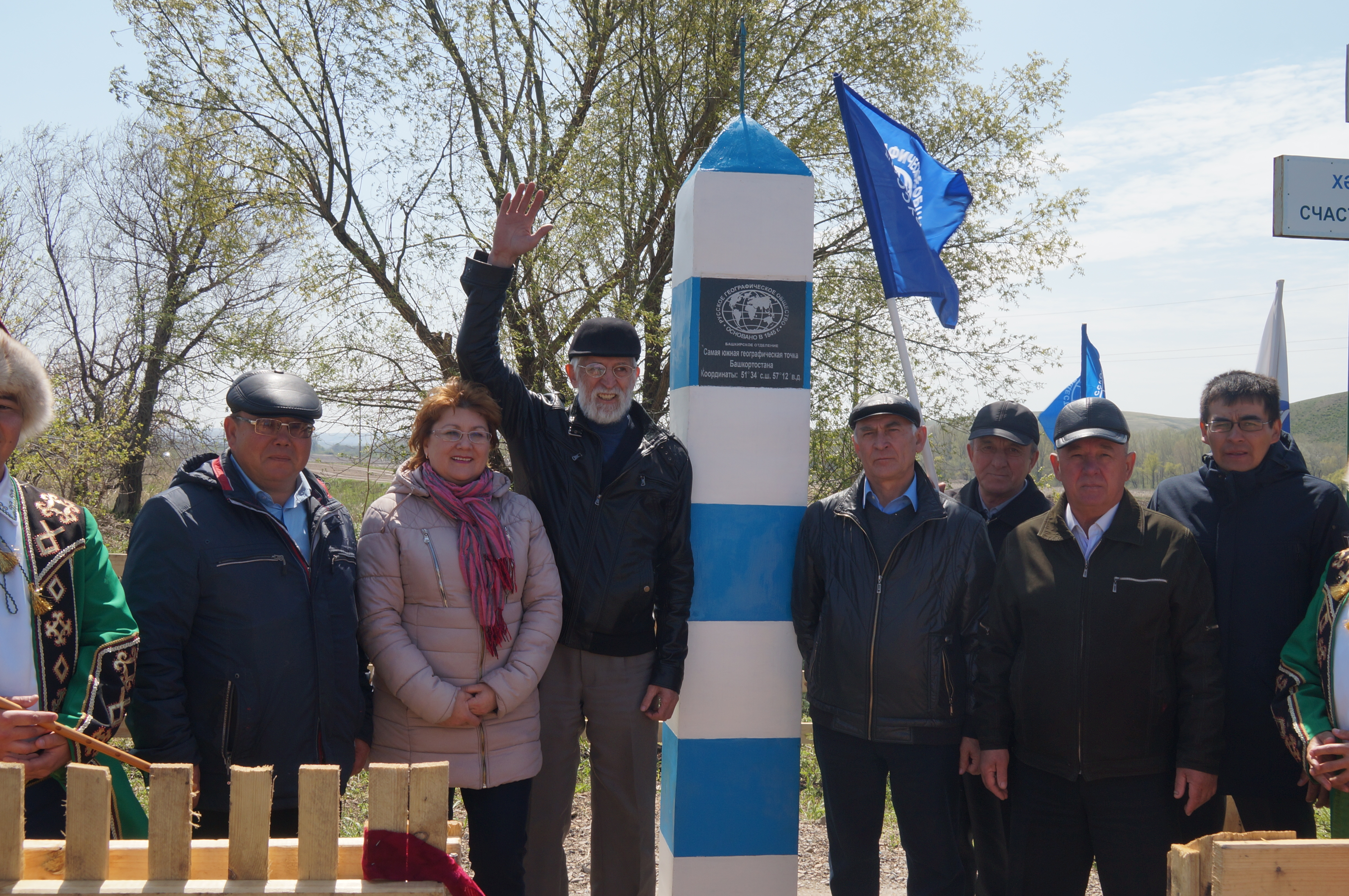
На крайній південній точці
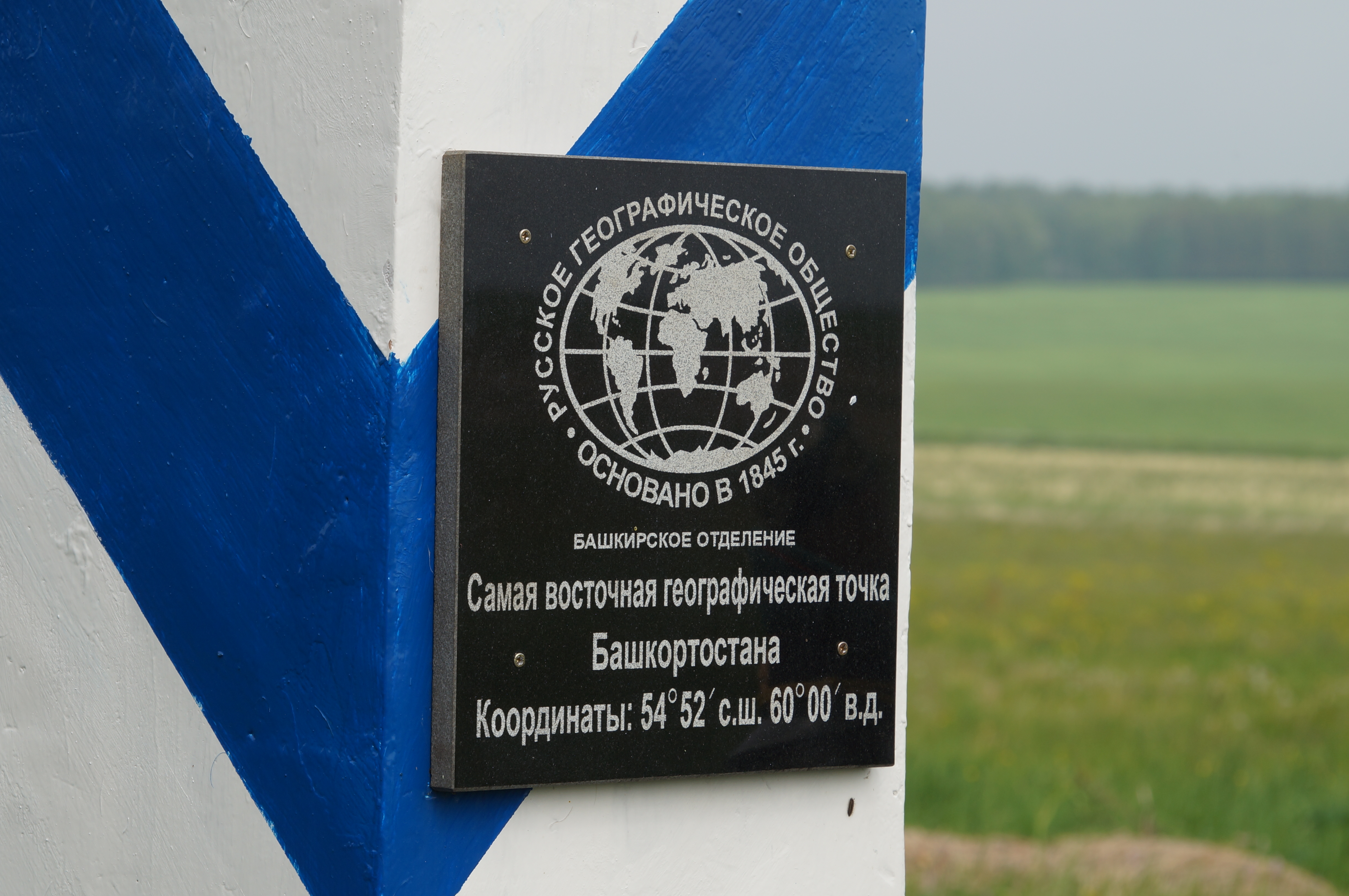
Крайня східна точка
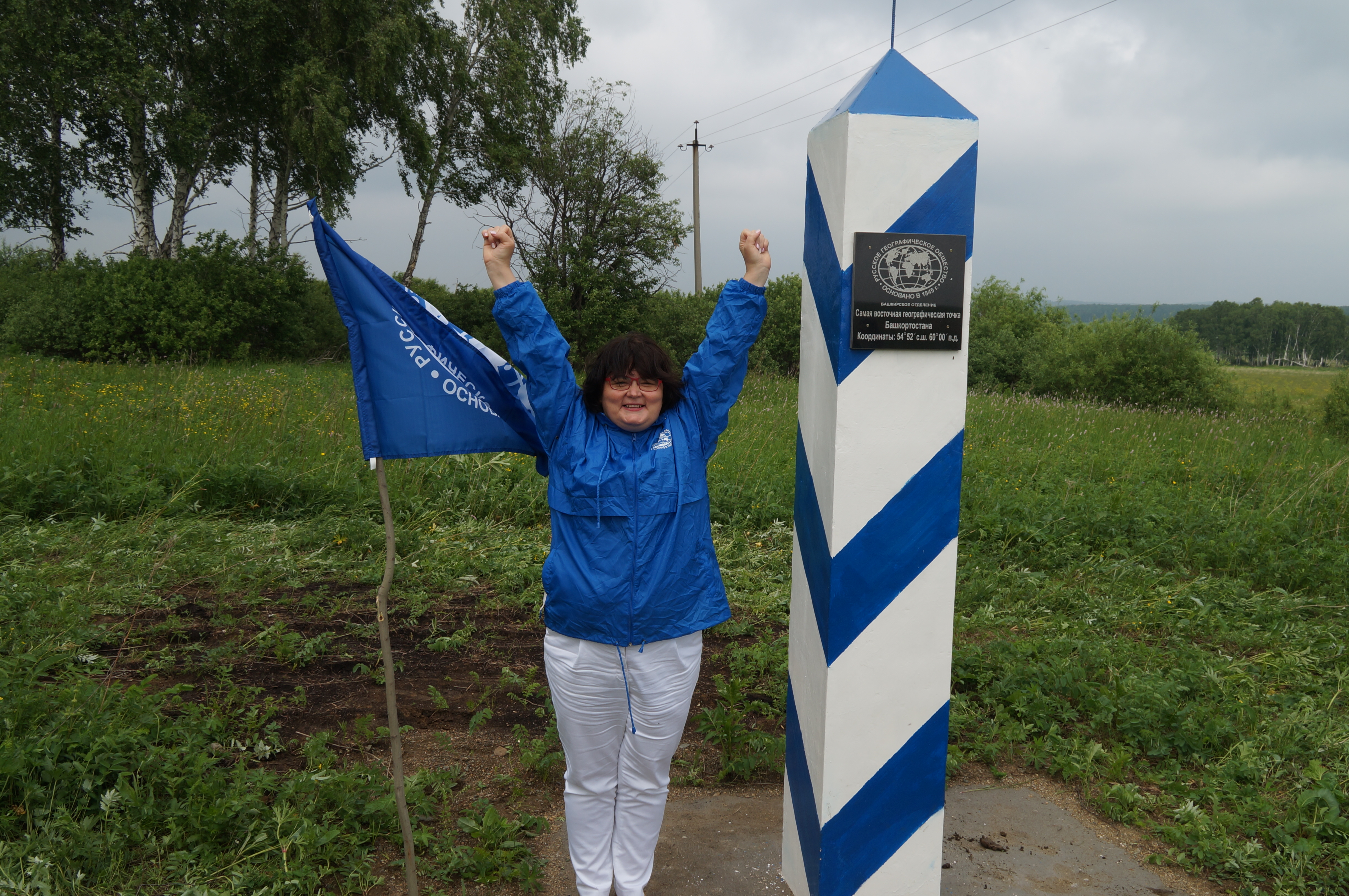
Крайня східна точка
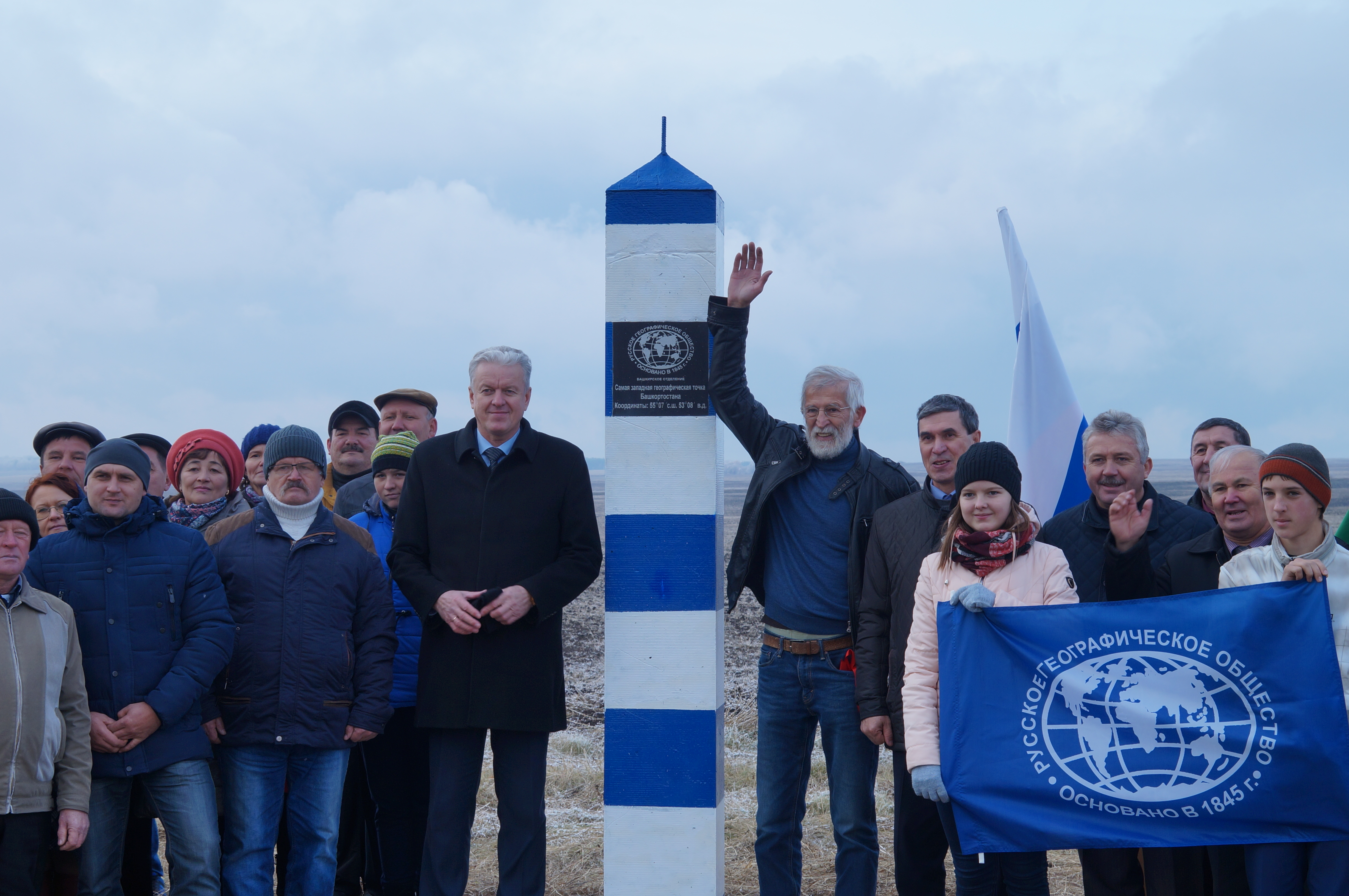
Крайня західна точка